# Zgodovina Bosne in Hercegovine
Bosna in Hercegovina, včasih imenovana preprosto kot Bosna, je država v jugovzhodni Evropi na Balkanskem polotoku. Stalno poseljena je že od mlajše dobe. V zgodnjem zgodovinskem obdobju so njeno območje naseljevali Iliri in Kelti. Krščanstvo se je pojavilo v 1. stoletju, v 4. stoletju pa je območje postalo del Zahodnega rimskega cesarstva. Kmalu zatem so vdrla germanska plemena, nato pa Slovani v 6. stoletju. Leta 1136 je Béla II. Ogrski napadel Bosno in ustvaril naziv »Ban Bosne« kot častni naziv za svojega sina Ladislava II. V tem času je Bosna postala skoraj avtonomna in je bila na koncu leta 1377 razglašena za kraljestvo. Leta 1463 je sledilo Osmansko cesarstvo in je trajalo več kot 400 let. Izvedli so velike spremembe v političnem in upravnem sistemu, uvedli zemljiške reforme ter razredne in verske razlike. Leta 1831 se je začela vrsta uporov, ki so dosegli vrhunec z hercegivibskim uporom, razširjenim kmečkim uporom, leta 1875. Konflikt je na koncu prisilil Osmane, da so z berlinsko pogodbo leta 1878 prepustili upravljanje države Avstro-Ogrski. Kraljevina Jugoslavija je leta 1929 prinesla preoblikovanje upravnih regij v Kraljevino Jugoslavijo, ki se je namenoma izognila vsem zgodovinskim in etničnim linijam ter odstranila kakršno koli sled bosanske identitete. Kraljevino Jugoslavijo so v drugi svetovni vojni osvojile nacistične sile, Bosna pa je bila prepuščena Neodvisni državi Hrvaški (NDH), kar je povzročilo množično preganjanje in genocid. Leta 1992 se je začela triletna državljanska vojna, ki je povzročila okoli 100.000 smrtnih žrtev in 2 milijona prebežnikov.   

## Prazgodovina in rimska doba
Bosna je naseljena že od neolitika. V pozni bronasti dobi so neolitsko prebivalstvo nadomestila bolj bojevita indoevropska plemena, znana kot Iliri. Selitve Keltov v 4. in 3. stoletju pr. n. št. so iz svojih nekdanjih dežel izrinile številna ilirska plemena, vendar so se nekatera keltska in ilirska plemena pomešala. Konkretnih zgodovinskih dokazov za to obdobje je malo, vendar se na splošno zdi, da je bila regija poseljena s številnimi različnimi narodi, ki so govorili različne jezike.
Krščanstvo je v regijo prispelo že konec 2. stoletja, o čemer pričajo številni artefakti in predmeti iz tistega časa. Po dogodkih iz let 337 in 395 ob razpadu cesarstva sta bili Dalmacija in Panonija vključeni v Zahodno rimsko cesarstvo. Regijo so leta 455 osvojili Ostrogoti, v naslednjih letih pa so si še izmenjali roke med Alani in Huni.  

## Srednja leta

### Zgodnja Bosna
Do 6. stoletja je cesar Justinijan ponovno osvojil območje in velike dele nekdanjega zahodnega cesarstva za Vzhodno rimsko cesarstvo s prestolnico v Konstantinoplu. Slovani, selitveno ljudstvo iz jugovzhodne Evrope, so se v 6. stoletju povezali z evroazijskimi Avari, ki so skupaj v 6. in 7. stoletju vdrli v Vzhodno rimsko cesarstvo in se naselili na območju današnje Bosne in Hercegovine ter okoliških dežel. V drugem valu je prišlo več Južnih Slovanov in po mnenju nekaterih znanstvenikov jih je cesar Heraklij povabil, da bi pregnali Avare iz Dalmacije na obali Jadranskega morja. Približno v tem času so se Vzhodni Rimljani, ki so govorili latinsko, razvili v tisto, kar se je v kasnejših stoletjih imenovalo Bizantinsko cesarstvo, ki je govorilo grško (imenovano po starodavnem mestu Bizanc, ki je od 330-ih let dvajsetega stoletja zdaj glavno mesto Konstantinopel, ki ga je ustanovil cesar Konstantin Veliki). 
Sodobno poznavanje Bosne na zahodnem Balkanu v temnem veku je različno. Ob roparskih vpadih Avarov in Slovanov od 6. do 9. stoletja, ki so prinesli slovanske jezike, sta oba verjetno prestopila fevdalizmu šele z močjo Frankov, ki so prodirali v regijo v poznem 9. stoletju (Bosna je verjetno nastala kot ena od takih predfevdalnih entitet). V tem času so bili tudi Bosanci pokristjanjeni. Bosna je bila zaradi svoje zemljepisne lege in terena verjetno eno zadnjih območij, ki so šla skozi ta proces, ki naj bi izviral iz urbanih središč ob dalmatinski obali. 
Poleg slovansko govorečega prebivalstva je do leta 1000 v južni Bosni ostalo lepo število romaniziranih ljudi. Govorili so balkanski romanski jezik (soroden z romunščino) ter se umaknili v gorska območja in sprejeli pastirski način življenja; postali so znani kot Vlahi. Sčasoma so se asimilirali, čeprav so ohranili posebne običaje, in beseda Vlah je začela označevati katerega koli pastirja. Zaradi poznavanja konjereje so Vlahi prevladovali v trgovini in karavanih od obalnih trgovskih mest proti notranjosti, napredovali in prevladovali nad celimi regijami Huma ter se tako združili v bosansko srednjeveško fevdalno družbo.

### Banovina Bosna
Šele od 9. stoletja so začeli frankovski in bizantinski viri omenjati zgodnje slovanske politike v regiji. V zvezi s tem najstarejša splošno priznana omemba Bosne izvira iz 10. stoletja v De Administrando Imperio, ki ga je napisal bizantinski cesar Konstantin Porfirogenet, v tem obdobju je bila Bosna na kratko del kratkotrajne srbske države Časlav, po smrti katere v bitki okoli leta 960 se je velik del Bosne za kratek čas vključil v hrvaško državo Krešimirja II. Kmalu zatem, leta 997, je Samuel Bolgarski odšel v Bosno in uveljavljal svojo nadvlado v njenih delih, vendar ga je premagalo Bizantinsko cesarstvo leta 1018, ki si je priključilo Bolgarijo in uveljavilo svojo vrhovno oblast v Bosni. To je trajalo vse do pozneje v stoletju, ko so bili nekateri deli Bosne na kratko vključeni v Hrvaško, drugi pa v Duklju, od katere se zdi, da se je slednja Bosna odcepila okoli leta 1101, na kateri so bosanski bani poskušali vladati zase. Vseeno so se vse prevečkrat znašli v vlečenju vrvi med Ogrsko in Bizantinskim cesarstvom. Leta 1137 si je Ogrska priključila večino Bosne, nato pa jo je leta 1167 za kratek čas izgubila k Bizantinskemu cesarstvu, nato pa si jo je ponovno pridobila leta 1180. Tako so bili pred letom 1180 in vladavino bana Kulina deli Bosne na kratko našli v srbskih ali hrvaških enotah, vendar nobena sosednja država ni držala z Bosanci dovolj dolgo, da bi pridobila njihovo zvestobo ali naložila kakršno koli resno zahtevo za Bosno. 
Prvi zabeleženi ban (podkralj) je bil ban Borić, vazal ogrskemu kralju. Vendar je bil odstavljen, ko je podprl poraženca v nasledstveni krizi zaradi madžarskega prestola. Leta 1167 je Bizanc ponovno osvojil Bosno in na koncu postavil svojega vazala kot bana – domačega bana Kulina (1180–1204). Vendar je bilo to vazalstvo večinoma nominalno in Bosna se je za vse praktične namene pod Kulinom spremenila v samostojno državo. Ban Kulin je predsedoval skoraj tri desetletja miru in stabilnosti, med katerimi je s pogodbami z Dubrovnikom in Benetkami krepil gospodarstvo države. Njegova vladavina je pomenila tudi začetek polemike z Bosansko cerkvijo, avtohtono krščansko sekto, ki jo tako rimskokatoliška kot vzhodna pravoslavna cerkev štejejo za heretično. Kot odgovor na madžarske poskuse, da bi uporabili cerkveno politiko glede tega vprašanja kot način za ponovno pridobitev suverenosti nad Bosno, je Kulin leta 1203 organiziral svet lokalnih cerkvenih voditeljev, da bi se odrekli krivoverstvu. Kljub temu so madžarske ambicije ostale nespremenjene še dolgo po Kulinovi smrti leta 1204, oslabile pa so se šele po neuspešni invaziji leta 1254, ki je spodbudila tudi razkol bosanske cerkve. 

### Kraljevina Bosna
Bosansko zgodovino je od takrat do začetka 14. stoletja zaznamoval boj za oblast med družinama Šubić in Kotromanić. Ta spopad se je končal leta 1322, ko je Stjepan II Kotromanić postal ban. Do svoje smrti leta 1353 mu je uspelo priključiti ozemlja na severu in zahodu ter Zahumlje in dele Dalmacije. Nasledil ga je njegov nečak Tvrtko, ki je po dolgotrajnem boju s plemstvom in med družinskimi prepiri leta 1367 pridobil popoln nadzor nad državo. Pod Tvrtkovim vodstvom je Bosna rasla tako po velikosti kot po moči in leta 1377 končno postala neodvisno kraljestvo, njegova smrt leta 1391 pa je Bosno potisnila v dolgo obdobje propadanja. Osmansko cesarstvo je že začelo osvajati Evropo in je v prvi polovici 15. stoletja predstavljalo veliko grožnjo za Balkan. Končno je Bosna po desetletjih politične in družbene nestabilnosti uradno padla leta 1463, odpor pa je bil aktiven in hud še nekaj stoletij. Leta 1483 so sledile južne regije Bosne, danes znane kot "Hercegovina", z Madžarsko podprto ponovno ustanovljeno "Bosansko kraljestvo", ki je bilo zadnje, ki je podleglo leta 1527. 

## Osmansko obdobje (1463–1878)
Osmansko osvajanje Bosne je pomenilo novo obdobje v zgodovini države in uvedlo ogromne spremembe v politični in kulturni pokrajini regije. Čeprav je bilo kraljestvo zatrto in njegovo visoko plemstvo usmrčeno, so Osmani kljub temu dovolili ohranitev identitete Bosne tako, da so jo vključili kot integralno pokrajino Osmanskega cesarstva s svojim zgodovinskim imenom in ozemeljsko celovitostjo – edinstven primer med podjarmljenimi državami na Balkanu. V okviru Bosne so Osmani uvedli številne ključne spremembe v družbenopolitični upravi ozemlja; vključno z novim zemljiškim sistemom, reorganizacijo upravnih enot in zapletenim sistemom družbene diferenciacije po razredni in verski pripadnosti.
Štiri stoletja osmanske vladavine so močno vplivala tudi na sestavo prebivalstva Bosne, ki se je večkrat spremenila zaradi osvajanj cesarstva, pogostih vojn z evropskimi silami, migracij in epidemij različnih bolezni. Pojavila se je domorodna slovansko govoreča muslimanska skupnost, ki je sčasoma postala največja etno-verska skupina (predvsem zaradi postopnega naraščanja števila spreobrnjenj v islam), medtem ko je precejšnje število sefardskih Judov prispeli po njihovem izgonu iz Španije v poznem 15. stoletju. Velike spremembe so doživele tudi bosanske krščanske skupnosti. Bosanski frančiškani (in katoliško prebivalstvo kot celota) so bili zaščiteni z uradnim cesarskim odlokom, čeprav so bila na terenu ta jamstva pogosto prezrta in njihovo število se je zmanjševalo. Pravoslavna skupnost v Bosni, ki je bila sprva omejena na Hercegovino in jugovzhodno Bosno, se je v tem obdobju razširila po vsej državi in doživljala relativno blaginjo vse do 19. stoletja. Medtem je domorodna šizmatična bosanska cerkev povsem izginila.
Ko je Osmansko cesarstvo uspevalo in se širilo v Srednjo Evropo, je bila Bosna osvobojena pritiskov obmejne province in je doživela daljše obdobje splošne blaginje in blaginje. Ustanovljena so bila številna mesta, kot sta Sarajevo in Mostar, ki so prerasla v glavna regionalna središča trgovine in urbane kulture. V teh mestih so različni sultani in guvernerji financirali gradnjo številnih pomembnih del bosanske arhitekture (kot sta Stari most in Gazi Husrev-begova džamija). Poleg tega so številni Bosanci v tem času igrali vplivne vloge v kulturni in politični zgodovini Osmanskega cesarstva. Bosanski vojaki so sestavljali velik del osmanskih vrst v bitkah na Mohaču in Krbavskem polju, dveh odločilnih vojaških zmagah, medtem ko so se številni drugi Bosanci povzpeli skozi vrste otomanske vojaške birokracije in zasedli najvišje položaje oblasti v cesarstvu, vključno z admirali, generali in veliki vezirji. Mnogi Bosanci so prav tako naredili trajen vtis na osmansko kulturo, saj so se pojavili kot mistiki, učenjaki in slavni pesniki v turškem, arabskem in perzijskem jeziku.
Do poznega 17. stoletja pa so državo dohitele vojaške nesreče Osmanskega cesarstva in sklenitev velike turške vojne s Karlowiško pogodbo leta 1699 je Bosna znova postala najbolj zahodna provinca cesarstva. Toda nekaterim bosanskim plemenom so dovolili, da so se priselili v arabske države (Palestina, Jordanija). Naslednjih sto let so zaznamovali nadaljnji vojaški neuspehi, številni upori v Bosni in številni izbruhi kuge.
Po osmanski muslimanski pripovedi o avstro-rusko-turški vojni (1735–39), ki jo je v angleščino prevedel C. Fraser, so se bosanske muslimanke borile v bitki, saj so "pridobile pogum herojev" proti avstrijskim Nemcem ob obleganju Trdnjave Osterwitch-atyk (Östroviç-i âtık). Med bitko pri Osterwitchatyku so bile med žrtvami bosanske muslimanke in moški. Bosanske muslimanke so se borile pri obrambi trdnjave Būzin (Büzin). Ženske in moški so se uprli Avstrijcem pri trdnjavi Chetin (Çetin). Bosanke so po neosmanskih zapisih o vojni med Osmani in Avstrijci veljale za militaristične in so igrale vlogo pri uspehu Bosne v boju proti avstrijskim napadalcem. Yeni Pazar, Izvornik, Östroviç-i âtık, Çetin, Būzin, Gradişko in Banaluko so zadeli Avstrijci. Francoski zapis opisuje pogum bosanskih muslimank, ki so se borile v vojni, v bitki.
Prizadevanja Porte za modernizacijo otomanske države so bila v Bosni sprejeta z veliko sovražnostjo, kjer so lokalni aristokrati s predlaganimi reformami lahko veliko izgubili. To je skupaj z frustracijami zaradi političnih koncesij nastajajočim krščanskim državam na vzhodu doseglo vrhunec v znamenitem (čeprav na koncu neuspešnem) uporu Huseina Gradaščevića leta 1831. Povezani upori bodo ugasnili do leta 1850. V šestdesetih letih dvajsetega stoletja so se pod vodstvom guvernerja Topala Şerifa Osmana obnovila prizadevanja za otomanske reforme, ko je leta 1866 ustanovil deželno tiskarno, ki je izhajala tako v otomanski turški kot bosanski. Kasneje so agrarni nemiri leta 1875 sprožili hercegovski upor, razširjeno kmečko vstajo. Konflikt se je hitro razširil in zajel več balkanskih držav in velikih sil, zaradi česar so Osmani sčasoma prisilili, da so Osmani prepustili upravljanje države Avstro-Ogrski. Berlinska pogodba leta 1878. Medtem ko je nasilni upor mnoge spodbudil, da so omalovaževali otomansko vladavino, so bile pravzaprav osmanske reforme na področju kulturne produkcije in izobraževanja tiste, ki so "ustvarile pogoje za večjo intelektualno produkcijo, ki se je nadaljevala v habsburški dobi."

## Avstro-ogrska okupacija (1878–1918)
Čeprav so avstro-ogrske vojaške sile hitro podredile začetni oboroženi odpor ob prevzemu oblasti, so v nekaterih delih države (zlasti v Hercegovini) ostale napetosti in prišlo je do množičnega izseljevanja pretežno muslimanskih disidentov. Vendar je bilo stanje relativne stabilnosti doseženo dovolj kmalu in avstro-ogrske oblasti so se lahko lotile številnih družbenih in upravnih reform, s katerimi so Bosno in Hercegovino spremenile v »vzorno kolonijo«. Da bi pokrajino vzpostavili kot stabilen politični model, ki bi pomagal razpršiti naraščajoči južnoslovanski nacionalizem, je habsburška vladavina naredila veliko za kodificiranje zakonov, za uvedbo novih političnih praks in na splošno za modernizacijo. Habsburžani so posebno skrbeli za integracijo lokalnih muslimanov v strukturo imperija, pri čemer so na primer še več kot desetletje po koncu osmanske vladavine objavljali deželni letopis – podobno kot Osmani – v turščini. Številni lokalni uradniki so poleg tega ostali enaki, Mehmed-beg Kapetanović Ljubušak je denimo ostal župan Sarajeva v obeh politikah, poleg tega pa si je s tretjim razredom pridobil enako raven časti tako od Osmanov kot Habsburžanov. Red Mecidiye oziroma Red železne krone tretjega razreda. Vse to je pomenilo tisto, kar je en zgodovinar poimenoval "skoraj nemoten prehod iz enega imperija v drugega."
Čeprav je bila gospodarsko uspešna, avstro-ogrska politika – ki se je osredotočala na zagovarjanje ideala pluralističnega in večkonfesionalnega bosanskega naroda (ki so mu v veliki meri naklonjeni muslimani) – ni uspela zajeziti naraščajoče plime nacionalizma. Koncept hrvaške in srbske narodnosti se je že sredi 19. stoletja razširil na bosansko-hercegovske katoliške in pravoslavne skupnosti iz sosednje Hrvaške in Srbije in je bil preveč ukoreninjen, da bi omogočil široko sprejetje vzporedne ideje o bosanski narodnosti. V drugi polovici 1910-ih je bil nacionalizem sestavni dejavnik bosanske politike, pri čemer so na volitvah prevladovale nacionalne politične stranke, ki so ustrezale trem skupinam.
Ideja o enotni južnoslovanski državi (običajno se pričakuje, da jo bo vodila neodvisna Srbija) je v tem času postala priljubljena politična ideologija v regiji, tudi v Bosni in Hercegovini. Odločitev avstro-ogrske vlade o uradni priključitvi Bosne in Hercegovine leta 1908 (bosanska kriza) je med temi nacionalisti dodala občutek nujnosti. Politične napetosti, ki jih je vse to povzročilo, so se uresničile 28. junija 1914, ko je bosanski Srb Gavrilo Princip v Sarajevu ubil avstro-ogrskega prestolonaslednika nadvojvodo Franca Ferdinanda. Dogodek je sprožil verigo dogodkov, ki so privedli do začetka prve svetovne vojne. Čeprav je 10 % bošnjaškega prebivalstva umrlo v vojski ali so jih pobile različne sovražne države, se je Bosni in Hercegovini uspelo spopadu izogniti razmeroma neokrnjeno.

## Kraljevina Jugoslavija (1918–1941)
Po prvi svetovni vojni je bila Bosna vključena v Južnoslovansko kraljestvo Srbov, Hrvatov in Slovencev (kmalu preimenovano v Kraljevino Jugoslavijo). Politično življenje v Bosni v tem času sta zaznamovala dva glavna trenda: družbeni in gospodarski nemiri zaradi agrarne reforme 1918–1919, ki so se izkazali z množično kolonizacijo in zaplembo premoženja, tudi oblikovanje več političnih strank, ki so pogosto menjavale koalicije in zavezništva z njimi, stranke v drugih jugoslovanskih regijah. Prevladujočega ideološkega konflikta jugoslovanske države, med hrvaškim regionalizmom in srbsko centralizacijo, so glavne bosanske etnične skupine obravnavale različno in je bil odvisen od splošnega političnega ozračja. Čeprav je prvotna razdelitev države na 33 regij izbrisala prisotnost tradicionalnih geografskih entitet z zemljevida, so prizadevanja bosanskih politikov, kot je Mehmed Spaho, zagotovila, da je šest oblasti, ločenih od Bosne in Hercegovine, ustrezalo šestim sandžakom iz otomanskih časov in, tako se je ujemal s tradicionalno mejo države kot celote.
Ustanovitev Kraljevine Jugoslavije leta 1929 pa je prinesla preoblikovanje upravnih regij v banovine, ki so se namenoma izogibale vsem zgodovinskim in etničnim linijam ter odstranile kakršno koli sled o bosanski entitet. Srbsko-hrvaške napetosti glede strukturiranja jugoslovanske države so se nadaljevale, koncept ločene bosanske divizije pa je bil malo ali nič obravnavan. Slavni sporazum Cvetković-Maček, ki je leta 1939 ustvaril hrvaško banovino, je spodbudil tisto, kar je bila v bistvu delitev Bosne med Hrvaško in Srbijo. Vendar so zunanje politične okoliščine prisilile jugoslovanske politike, da so svojo pozornost preusmerili na naraščajočo grožnjo, ki jo je predstavljala nacistična Nemčija Adolfa Hitlerja. Po obdobju, v katerem so bili poskusi pomiritve, pristop k Trojnemu paktu in državni udar, je Jugoslavijo 6. aprila 1941 končno napadla Nemčija.

## Druga svetovna vojna (1941–1945)
Bosna je bila geografska mati partizanskega gibanja, ki je med svojimi gorami zagotavljala dovolj prostora za usposabljanje in razvoj.

— Basil Davidson
Ko so Kraljevino Jugoslavijo zavzele nacistične sile v drugi svetovni vojni, je bila vsa Bosna vključena v Neodvisno državo Hrvaško (NDH). Vladavina NDH nad Bosno je povzročila množično preganjanje in genocid. Judovsko prebivalstvo je bilo skoraj iztrebljeno. Na stotine tisoč Srbov je umrlo bodisi v ustaških koncentracijskih taboriščih bodisi v razširjenih množičnih pobojih s strani ustaške organizacije. Mnogi Srbi so se sami pridružili četnikom, srbskemu nacionalističnemu gibanju z namenom vzpostavitve etnično homogene 'velikosrbske' države. Četniki so bili odgovorni za razširjeno preganjanje in poboje nesrbskih in komunističnih simpatizerjev, pri čemer je bila primarna tarča muslimansko prebivalstvo Bosne, Hercegovine in Sandžaka. Ko so bile muslimanske vasi zajete, so četniki sistematično pobijali. Skupna ocena muslimanov, ki so jih pobili četniki, je med 80.000 in 100.000, najverjetneje okoli 86.000 ali 6,7 odstotka njihovega prebivalstva (8,1 odstotka samo v Bosni in Hercegovini). Več paravojaških enot bosanskih muslimanov se je pridružilo silam NDH, da bi se zoperstavilo lastnemu preganjanju v rokah Srbov v Bosni. 12. oktobra 1941 je skupina 108 uglednih muslimanskih meščanov Sarajeva podpisala Resolucijo sarajevskih muslimanov, s katero so obsodili ustaško preganjanje Srbov, naredili razliko med muslimani, ki so sodelovali pri tovrstnih preganjah, in širšim muslimanskim prebivalstvom, predstavili podatke o preganjanja muslimanov s strani Srbov in zahtevala varnost za vse državljane države, ne glede na njihovo identiteto. Po podatkih ameriškega muzeja holokavsta je bilo umorjenih 320.000-340.000 etničnih Srbov. Po podatkih Muzeja in raziskovalnega centra Yad Vashem je bilo "več kot 500.000 Srbov umorjenih na grozljive načine, 250.000 je bilo izgnanih, še 200.000 pa je bilo prisiljenih k spreobrnjenju" med drugo svetovno vojno v Neodvisni državi Hrvaški (današnji Hrvaška in Bosna).  
Od leta 1941 so jugoslovanski komunisti pod vodstvom Josipa Broza Tita organizirali lastno večetnično odporniško skupino, partizane, ki se je borila proti silam osi, ustašom in četništvu. Tudi oni so zagrešili številna grozodejstva, predvsem nad političnimi nasprotniki vseh narodnosti. Nekateri bosanski muslimani so se pridružili diviziji Waffen-SS in SS "Handschar", diviziji SS nacistov, ki je obljubila zvestobo tako Adolfu Hitlerju kot voditelju NDH Anteju Paveliću. Divizija je bila prva divizija SS, ki so jo sestavljali Nemci. Protifašistični svet narodne osvoboditve Jugoslavije s Titom na čelu je 25. novembra 1943 v Jajcu organiziral ustanovno konferenco, na kateri je bila Bosna in Hercegovina ponovno ustanovljena kot republika v okviru jugoslovanske federacije v njenih osmanskih mejah. Vojaški uspeh je končno spodbudil zaveznike, da so podprli partizane. 6. aprila 1945 so Sarajevo zavzeli partizani. Konec vojne je povzročila ustanovitev Federativne ljudske republike Jugoslavije, z ustavo iz leta 1946 je Bosna in Hercegovina uradno postala ena od šestih konstitutivnih republik v novi državi.

## Socialistična Jugoslavija (1945–1992)
Zaradi svoje osrednje geografske lege v večini petdesetih in šestdesetih let dvajsetega stoletja je v sedemdesetih letih dvajsetega stoletja prišlo do vzpona močne bosanske politične elite. Med delom v komunističnem sistemu so politiki, kot so Džemal Bijedić, Branko Mikulić in Hamdija Pozderac, utrdili in zaščitili suverenost Bosne in Hercegovine. Njihova prizadevanja so se izkazala za ključna v turbulentnem obdobju po Titovi smrti leta 1980 in danes veljajo za nekatere od prvih korakov k osamosvojitvi Bosne. Vendar pa republika ni mogla ubežati vse bolj nacionalističnemu ozračju tistega časa neokrnjena.  

## Osamosvojitev in državljanska vojna (1992–1995)
Prve večstrankarske parlamentarne volitve 18. in 25. novembra 1990 so privedle do nacionalnega zbora, v katerem so prevladovale tri etnično zasnovane stranke, ki so oblikovale ohlapno koalicijo, da bi komuniste izrinile z oblasti. Kasnejša razglasitev neodvisnosti Slovenije in Hrvaške ter vojna, ki je sledila, sta Bosno in Hercegovino in njena tri konstitutivna ljudstva postavila v neprijeten položaj. Kmalu je prišlo do pomembnega razkola pri vprašanju, ali ostati pri jugoslovanski federaciji (ki ima veliko naklonjenost med Srbi) ali si prizadevati za samostojnost (pretežno naklonjena med Bošnjaki in Hrvati). Razglasitev suverenosti 15. oktobra 1991 je sledil referendum za neodvisnost od Jugoslavije 29. februarja in 1. marca 1992. Referendum je bojkotiral veliko večino bosanskih Srbov, tako da je volilna udeležba znašala 64 %, od tega je 98 % volivcev glasovalo za predlog. Bosna in Hercegovina je postala samostojna in neodvisna država 3. marca 1992.
Medtem, ko se o prvi vojni žrtvi še zdaj razpravlja, so se marca 1992 začele pomembne srbske ofenzive v vzhodni in severni Bosni. Po napetem obdobju stopnjevanja napetosti so bili prvi streli v nastajajočem bosanskem konfliktu izstreljeni, ko so srbske paravojaške sile 7. marca 1992 napadle bošnjaške vasi v okolici Čapljine ter 15. marca v okolici Bosanskega Broda in Goražda. Tem manjšim napadom so sledili veliko hujši srbski topniški napadi na Neum 19. marca in na Bosanski Brod 24. marca. Ubijanje Bošnjakinje civilne ženske 5. aprila 1992 z ostrostrelcem, ko je v Sarajevu demonstrirala proti dvigu barikad s strani bosanskih Srbov, se na splošno šteje za začetek vojne med tremi večjimi skupnostmi. Odprta vojna se je začela v Sarajevu 6. aprila. Mednarodno priznanje Bosne in Hercegovine je pomenilo, da se je Jugoslovanska ljudska armada (JNA) uradno umaknila z ozemlja republike, čeprav so se njeni pripadniki bosanskih Srbov zgolj pridružili Vojski Republike Srbske. Ofenzive Republike Srbske leta 1992 so oborožene in opremljene iz zalog JNA v Bosni, podprte s prostovoljci, uspele postaviti velik del države pod svoj nadzor. Do leta 1993, ko je izbruhnil oborožen spopad med sarajevsko vlado in hrvaško državo Herceg-Bosna, je bilo okoli 70 % države pod nadzorom Srbov. 
Marca 1994 je podpis Washingtonskega sporazuma med bošnjaškimi in etnično-hrvaškimi voditelji pripeljal do ustanovitve skupne bošnjaško-hrvaške federacije Bosne in Hercegovine. To je skupaj z mednarodnim ogorčenjem nad srbskimi vojnimi zločini in grozodejstvi (predvsem pokol kar 8.000 Bošnjakov v Srebrenici julija 1995) pomagalo preobrniti tok vojne. Podpis Daytonskega sporazuma v Parizu s strani predsednikov Bosne in Hercegovine (Alija Izetbegović), Hrvaške (Franjo Tuđman) in Jugoslavije (Slobodan Milošević) je zaustavil spopade, ki je približno vzpostavil temeljno strukturo današnje države. V treh letih vojne je bilo ubitih med 90.000 in 110.000 ljudi, več kot 2 milijona pa je bilo izseljenih.

## Samostojna Bosna in Hercegovina (1995–danes)
Od svoje neodvisnosti leta 1992 in ustavnega okvira Daytonskega sporazuma iz leta 1995 je Bosna in Hercegovina šla po poti izgradnje države, medtem ko je ostala pod dokončnim mednarodnim nadzorom prek figure visokega predstavnika za Bosno in Hercegovino. Bosna in Hercegovina je federacija dveh entitet – Federacije Bosne in Hercegovine in Republike Srbske ter okrožja Brčko. Vsaka od entitet ima svojo ustavo in obsežna zakonodajna pooblastila.
Bosna in Hercegovina je potencialna država kandidatka za vstop v EU; Stabilizacijsko-pridružitveni sporazum (SPS) EU–BiH je bil podpisan leta 2008 in je začel veljati junija 2015. Bosna in Hercegovina je uradno prošnjo za članstvo v EU vložila 15. februarja 2016; Svet EU je svojo obravnavo pogojeval z nadaljnjim napredkom pri izvajanju reformne agende, pa tudi s prilagoditvijo SPS, da bi se upošteval pristop Hrvaške v EU, ter s sporazumom o delujočem mehanizmu usklajevanja o zadevah EU. Ti pogoji so bili izpolnjeni do poletja 2016.
Pristop Bosne in Hercegovine k Natu je v fazi pogajanj, akcijski načrt za članstvo pa je bil podpisan aprila 2010. Od Bosne in Hercegovine zahteva, da opredeli vprašanje lastnine nad obrambnimi sredstvi, preden Nato lahko razmisli o naslednjih korakih. Bosanske politične stranke imajo različno stališče do Nata: medtem ko ga podpirajo bošnjaške in bosanske hrvaške stranke, so stranke bosanskih Srbov bolj previdne in, čeprav mu načeloma ne nasprotujejo, zahtevajo, da se odločitev najprej preveri na referendumu. 
4. februarja 2014 so se v mestu Tuzla na severu države začeli protesti proti vladi Federacije Bosne in Hercegovine, ene od dveh entitet v državi. Delavci iz več tovarn, ki so bile privatizirane in so tedaj šle v stečaj, so se združili, da bi zahtevali ukrepanje glede delovnih mest, neizplačanih plač in pokojnin. Kmalu so se protesti razširili na preostali del Federacije, poročali so o nasilnih spopadih v skoraj 20 mestih, med katerimi so bila največji v Sarajevu, Zenica, Mostar, Bihać, Brčko in Tuzla. Bosanski mediji so poročali, da je bilo med protesti ranjenih na stotine ljudi, vključno z desetinami policistov, v izbruhih nasilja v Sarajevu, v severnem mestu Tuzla, v Mostarju na jugu in v Zenici v osrednji Bosni. Do enake stopnje nemirov ali aktivizma v Republiki Srbski ni prišlo, vendar se je na stotine ljudi zbralo tudi v podporo protestom v mestu Banjaluka proti njeni ločeni vladi. Protesti so zaznamovali največji izbruh javnega besa zaradi visoke brezposelnosti in dve desetletji trajajoče politične nedejavnosti v državi od konca vojne v BiH leta 1995.